# 60e armée

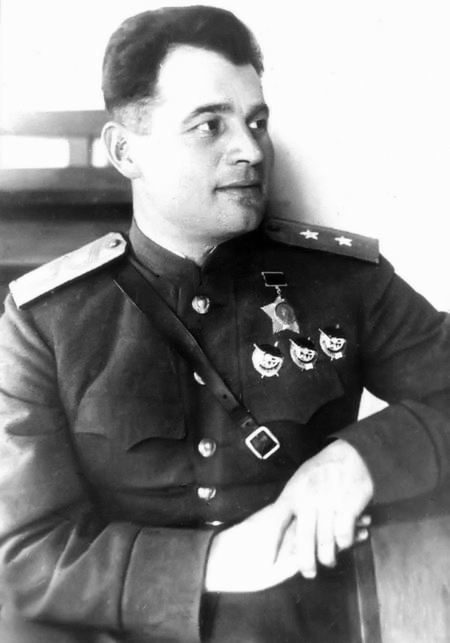
Photo du général Ivan Chernyakhovsky

La 60e armée est une armée soviétique de la Seconde Guerre mondiale. Elle est d'abord formée en réserve dans le district militaire de Moscou en octobre 1941, mais est bientôt dissoute. Elle est formée une seconde fois en juillet 1942 et reste en service jusqu'après-guerre.

## Première formation
La 60e armée est créée pour la première fois en octobre 1941, en tant que formation de réserve du district militaire de Moscou. Elle comprend les 334e, 336e, 348e, 358e et 360e divisions de fusiliers  et la 11e division de cavalerie. Toutes ces divisions avaient été formées dans la région militaire de la Volga au cours des mois précédents. L'armée est sous le commandement du lieutenant-général Maxime Pourkaïev. En décembre, les divisions de fusiliers sont réaffectées comme suit : 334e, 358e et 360e à la 4e armée de choc, 336e à la 5e armée et 348e à la 30e armée, tandis que la 11e division de cavalerie rejoint le 7e corps de cavalerie en janvier. L'état-major de Porkaïev est utilisé pour créer le cadre de commandement de la nouvelle 3e armée de choc, et la 60e armée est dissoute le 25 décembre.

## Deuxième formation
En avril et mai 1942, la Stavka commence à former un total de dix nouvelles armées de réserve en vue de l'offensive d'été allemande attendue. La Stavka s'attend à ce que cette attaque soit dirigée vers Moscou, alors que les plans allemands prévoient en fait une avancée vers le sud-est. Le 2 juillet, face aux pertes désastreuses subies sur le front, la 3e armée de réserve est envoyée prendre position au nord de Voronej. L'armée est sous le commandement du lieutenant-général MA Antoniouk. La 3e armée de réserve reçoit l'ordre de se déployer au sein du front de Voronej, dans les environs immédiats de cette ville éponyme, et est rebaptisée 60e armée le 10 juillet. A cette époque, son ordre de bataille est le suivant :
- 107e division de fusiliers (ru)
- 121e division de fusiliers (en)
- 161e division de fusiliers (ru)
- 195e division de fusiliers (ru)
- 232e division de fusiliers (ru)
- 237e division de fusiliers (ru)
- 303e division de fusiliers

Le 25 juillet, le major-général Ivan Tcherniakhovski est nommé au commandement de l'armée, commandement qu'il occupera jusqu'à la mi-avril 1944.
Au cours de l'été et de l'automne, la 60e armée est engagée dans les combats devant Voronej. La 4e Panzerarmee  parvient à la périphérie de la ville le 7 juillet et commence à se battre pour la nettoyer de ses défenseurs de la 40e armée. Les contre-attaques de la 60e armée paralysent les forces mobiles allemandes, conduisant à des combats de rue similaires à ceux qui auront lieu à Stalingrad quelques mois plus tard. Les Panzers sont relevés par l'infanterie de la 6e armée et les combats se poursuivirent jusqu'au 24 juillet, date à laquelle les derniers défenseurs soviétiques sont chassés de la rive occidentale de la ville. L'armée continue à sonder le front allemand dans les semaines suivantes pour tenter de détourner les forces ennemies des combats à Stalingrad ; cela coûte des pertes importantes en hommes et en matériel et plusieurs divisions doivent être retirées pour être reconstruites.[réf. nécessaire]
À la suite des opérations Uranus et Petit Saturne, les forces soviétiques restantes sur la moitié sud du front se joignent à la contre-offensive hivernale. Le 24 janvier 1943, les forces des fronts de Voronej et de Briansk, y compris la 60e armée, lancent l'offensive de Voronej-Kastornoe contre la 2e armée allemande, qui se trouvait désormais dans un profond saillant. Les attaques de flanc et frontales repoussent bientôt les restes de cette armée vers l'ouest, vers Koursk et Belgorod. Koursk est devenue le nouvel objectif de l'armée et tombe le 8 février à 15 h.
À la suite de cela, l'armée organise une autre offensive visant Lgov et Rylsk du 12 au 20 février, exploitant l'écart qui s'était ouvert entre la 2e armée allemande et la 2e Panzerarmee. La tentative de Tcherniakhovski de prendre Lgov de vive force échoue le 20 février ; il entreprend alors d'envelopper la ville et finit par réussir. Le 19 mars, les 60e et 38e armées forment l'éphémère front de Koursk. Cinq jours plus tard, celui-ci est rebaptisé front d'Orel et la 60e armée est réaffectée au front central du général Rokossovski. Alors que les Allemands se reprennent et que la poussée soviétique s'arrête, la 60e armée se retrouve dans le secteur le plus profond et le plus occidental du saillant de Koursk, où elle restera pendant les mois suivants.

## Bataille de Koursk
Le 5 juillet 1943, l'ordre de bataille de l'armée était le suivant :
- 24e corps de fusiliers :

- - 112e division de fusiliers (ru)
  - 42e brigade de fusiliers
  - 129e brigade de fusiliers

- 30e corps de fusiliers, avec :
  - 121e division de fusiliers (en)
  - 141e division de fusiliers (ru)
  - 322e division de fusiliers (en)
- 55e division de fusiliers (ru)
- 248e brigade de fusiliers
- 150e brigade de chars

Le secteur du saillant occupé par le 60e se trouve considérablement à l'ouest de l'endroit où la 9e armée allemande tente de pénétrer dans les lignes du front central, et l'armée connait peu de combats pendant l'offensive allemande. Il reste également largement inactive lorsque le Front passa à la contre-offensive vers Orel .[réf. nécessaire] En août, l'armée est renforcée par la 1re division d'artillerie de la Garde. Cette unité restera au sein de la 60e armée jusqu'après son transfert au 1er front ukrainien en octobre.
Finalement, le 26 août, le Front Central renouvelle son offensive contre le groupe d'armées Centre. La 65e armée, accompagnée de la 2e armée de chars affaiblie, frappe le centre de la 2e armée allemande à Sevsk, qui est libérée le premier jour. La 48e armée flanque cette poussée sur la droite, tandis que la 60e opère à gauche. Les Allemands contre-attaquent au nord-ouest de Sevsk le 29 août, stoppant l'avancée principale, mais la 60e armée parvient à percer dans son secteur, que les Allemands ont affaibli en faveur de Sevsk. À la fin de la journée, les forces de Tcherniakhovski libèrent Gloukhov et les détachements avancés continuent la percée. Rokossovski modifie son plan initial et regroupe la 13e armée et la 2e armée de chars sur son flanc gauche pour exploiter la percée : lancées sur le flanc de la 2e armée allemande, elles l'écrasent. La 60e armée libére Konotop le 6 septembre, Bakhmatch le 9 et Nejine le 15. Le 22 septembre, les 13e, 60e et 61e armées se rapprochent du fleuve Dniepr au nord de Kiev.

## Bataille du Dniepr
Fin septembre, le 60e a une tête de pont sur le Dniepr au nord de Kiev avec une profondeur de 12 à 15 km et une largeur de 20 km. Rokossovsky ordonne une attaque à l'ouest et au sud-ouest, au-delà de Kiev. Au lieu de cela, Tcherniakhovski pousse vers le sud le long de la rivière ; Kiev semble « attirer le commandant de l’armée comme un aimant ». Comme il s’agissait du secteur le plus fortement défendu, l’attaque échoue. Le 5 octobre, lors d'un remaniement majeur des fronts, la 60e armée est transférée au 1er front ukrainien (ex-front de Voronej), où elle continue à servir jusqu'aux dernières semaines de la guerre.

## Nettoyer l’ouest de l’Ukraine
Kiev est finalement été libérée le 6 novembre. Au cours des semaines suivantes, des combats épars ont lieu à l'ouest de la ville, mais le 26 décembre, l'armée rejoint une nouvelle offensive contre la 4e Panzerarmee, en direction de Jitomir. Entre le 27 janvier et le 11 février 1944, les 13e et 60e armées se joignent aux 1er (en) et 6e corps de cavalerie de la Garde (ru) pour traverser le flanc allemand trop étendu à la limite sud des marais de Pripiat, désarticulant leurs défenses et libérant Rovno. et Loutsk, et en prenant des positions favorables pour poursuivre les opérations sur l'arrière du groupe d'armées Sud.
Le 5 mars, Tcherniakhovski a été promu au grade de colonel général et le 15 avril, il prend le commandement du 3e Front biélorusse, à l'âge de 38 ans, le plus jeune homme à atteindre ce niveau de commandement. Il est resté dans ce commandement jusqu'à ce qu'il soit mortellement blessé au combat en province de Prusse-Orientale le 18 février 1945. Le colonel-général Pavel Kourotchkine prend le commandement de l'armée et l'occupe jusqu'à la fin de la guerre. À peu près à cette époque, le 1827e régiment de canons automoteurs, équipés de ISU-152, est affecté comme unité de soutien à l'armée, où il reste (rebaptisé 368e régiment de la Garde en juillet) jusqu'en avril 1945.
Dans le secteur de la 60e armée, directement à l'est de Lvov, l'offensive Lvov-Sandomir commence le 14 juillet, lorsque la 38e armée attaque le flanc gauche de la 1re Panzerarmee. Cette dernière dispose de deux Panzerdivision en réserve près du front ; leur contre-attaque du lendemain arrête la 38e armée et regagne même du terrain, mais la 60e armée ouvre une brèche dans la ligne plus au nord. Le lendemain, le maréchal Konev ordonne à la 3e armée de chars de la Garde de pénétrer dans cette brèche. Les Allemands tentent de ramener leurs flancs vers une position pivot appelée ligne Prinz Eugen, mais les forces soviétiques continuent à faire des pénétrations. Le 18, leurs fers de lance blindés se rencontrent sur la rivière Boug, à 50 km à l'ouest de Lvov, et le XIIIe corps d'armée allemand (cinq divisions d'infanterie et la division SS Galicia ) est encerclé. Le 22 juillet, le trou dans le front allemand atteint 50 km de large et les détachements avancés soviétiques s'avancent vers les rivières San et Vistule. Le même jour, le XIIIe Corps tente de s'échapper, mais seuls 5 000 environ sur 30 000 hommes y parviennent. Au cours des mois suivants, la 60e armée prend position sur le flanc sud de la tête de pont de Sandomir et se reconstruit en prévision de l'offensive hivernale à venir.[réf. nécessaire]

## Vers l'Allemagne
Fin décembre 1944, l'ordre de bataille de la 60e armée est le suivant :
- 15e corps de fusiliers, avec :
  - 9e division de fusiliers
  - 107e division de fusiliers (ru)
  - 336e division de fusiliers (en)
- 28e corps de fusiliers, avec :
  - 246e division de fusiliers
  - 302e division de fusiliers
  - 322e division de fusiliers
- 106e corps de fusiliers, avec :
  - 100e division de fusiliers
  - 148e division de fusiliers
  - 304e division de fusiliers

Le 1er front ukrainien lance l'opération Vistule-Oder le 12 janvier 1945, huit jours plus tôt que prévu initialement, en raison d'une demande d'assistance des Alliés occidentaux au cours des dernières étapes de la bataille des Ardennes. La 60e armée est chargée d'assurer la protection du flanc sud de la principale force de pénétration. À 14 heures, les deux armées de chars du Front passent à travers l'infanterie soviétique ; à la fin de la journée, les défenses allemandes sont percées sur un front de 35 km jusqu'à une profondeur de 20 km. Vingt-quatre heures plus tard, la pénétration atteint 60 km de large et 40 km de profondeur, et le 18 janvier, le Front a cinq jours d'avance sur le calendrier prévu.
Le 27 janvier 1945, alors que la 60e poursuit sa mission de flanc, la 322e division de fusiliers libère les survivants du camp de concentration d'Auschwitz. 
Au cours des dernières semaines de la guerre, la 60e armée est transférée au 4e front ukrainien et termine la guerre près de Prague. Le 30 juillet 1945, le quartier général de l'armée devient l'état-major du district militaire du Kouban à Krasnodar. Le 4 février 1946, le district devient le district militaire territorial du Kouban et fait partie du district militaire du Caucase du Nord. Le district militaire territorial du Kouban est dissous le 6 mai.

## Commandants
- Lieutenant-général Maxime Pourkaïev (novembre - décembre 1941)
- lieutenant-général Maxime Antoniouk (en) (juillet 1942) ;
- lieutenant-général, puis colonel-général, Ivan Tcherniakhovski (juillet 1942 - avril 1944) ;
- Colonel-général Pavel Kourotchkine (avril 1944 - jusqu'à la fin de la guerre).